# John Milius
John Milius (Saint Louis (Missouri), 11 april 1944) is een Amerikaans filmregisseur en scenarioschrijver. Milius kreeg vooral in de jaren zeventig en 80 grote bekendheid als regisseur van mooi gefilmde en bijzonder vormgegeven actiefilms die veelal voorzien waren van een politieke boodschap.
De laatste jaren is Milius vooral bekend om zijn politieke uitspraken en hij wordt dan ook gezien als een boegbeeld van conservatief-liberaal Amerika. Hij wordt beschouwd als een rechtse Amerikaanse regisseur.

## Biografie
Milius begon zijn filmcarrière in 1967 met de korte film Marcello I'm Bored, waarmee hij meteen een prijs won. Hierna ging hij studeren aan de prestigieuze University of Southern California School of Cinematic Arts. Hij moest deze opleiding echter al na een paar maanden verlaten toen hij een filmdocent bewusteloos had geslagen na een meningsverschil. Hierdoor vestigde Milius meteen zijn naam als macho-regisseur.
In 1973 maakte hij zijn speelfilmdebuut met Dillinger, een misdaadfilm over het leven van de gelijknamige crimineel. Hierna maakte hij de spectaculaire oorlogsfilm The Wind and the Lion (1975) en de legendarische surffilm Big Wednesday (1978).
Door deze films werd Milius al snel gezien als een jonge talentvolle regisseur en veel critici beschouwde hem als een lid van de movie brats: een stroming in Hollywood van jonge, brutale en eigenzinnige regisseurs, waar ook Steven Spielberg, George Lucas, Brian DePalma en Martin Scorsese toe gerekend worden.
John Milius had makkelijk bij deze succesvolle stroming kunnen blijven, ware het niet dat hij in de jaren 80 een ultra-rechtse en zwaar conservatieve filmstijl ging ontwikkelen. In 1981 maakte Milius de Sword & Sorcery-klassieker Conan the Barbarian. Deze fantasyfilm, die ook de loopbaan van bodybuilder Arnold Schwarzenegger lanceerde, werd door Milius gezien als een metafoor voor wraak, eer, vergelding en oorlog.
Daarna maakte Milius in 1984 zijn meest gewaagde en meest controversiële film: Red Dawn, een oorlogsfilm over een fictieve Derde Wereldoorlog waarbij de Sovjet-Unie, geholpen door Cuba en Amerikaanse communisten, de Verenigde Staten invalt en deels bezet houdt. Een groep Amerikaanse burgers begint, met wapens in privébezit, een guerrillaoorlog tegen de communistische bezetter. Red Dawn, een pleidooi voor wapenbezit en een anticommunistisch pamflet, werd met zeer gemengde gevoelens ontvangen: de een vond het een afschuwelijke film, de ander een meesterwerk. Red Dawn heeft nu een enorme cultstatus.
Milius laatste grote film was Flight of the Intruder (1991) een film waarin hij zijn eigen visie over de oorlog in Vietnam gaf. Nadat deze film ook flopte werd het voor Milius steeds moeilijker om zijn projecten te financieren en ging hij zich meer richten op het schrijven van scenario's en het maken van televisieproducties.
In 1993 maakte hij een film over het leven van de Amerikaanse president Theodore Roosevelt, die Milius als zijn grote voorbeeld ziet.

## Trivia
- John Milius staat bekend als een van de grootste verzamelaars van vuurwapens aller tijden. Hij bezit een collectie van meer dan 3000 geweren en pistolen. Ook verzamelt hij uniformen en andere legeraccessoires. Hij bekleedt een hoge functie binnen de National Rifle Association.
- Hij heeft nooit zelf in het leger gezeten. Milius kampt al vanaf zijn geboorte met astma en werd tot zijn eigen teleurstelling afgekeurd om in dienst te gaan.
- Het personage van Walter Sobchak, gespeeld door John Goodman in de film The Big Lebowski, is gebaseerd op Milius.
- John Milius schreef mee aan talloze scenario's die hij niet zelf regisseerde. Bij veel van deze films staat hij niet eens op de aftiteling. Zo zou Milius in 1971 hebben meegeschreven aan het scenario van Dirty Harry en de one-liners Do I feel Lucky? en Go ahead, Make My Day! zouden door hem bedacht zijn. Ook schreef hij mee aan Apocalypse Now en bedacht daarvan de bekende spreuk I love the smell of Napalm in the morning. Voor de film Jaws bedacht hij de monoloog over de USS Indiana.

- Bibsys: 2027653
- Biblioteca Nacional de España: XX1297042
- Bibliothèque nationale de France: cb13985726m (data)
- CiNii: DA09516997
- Gemeinsame Normdatei: 113332939
- International Standard Name Identifier: 0000 0001 0880 2399
- Library of Congress Control Number: n87142834
- Bibliotheek van het Japanse parlement: 00450026
- Nationale Bibliotheek van Tsjechië: xx0049179
- Nationale bibliotheek van Australië: 35858643
- Nationale Bibliotheek van Israël: 987007570843405171
- Nationale Bibliotheek van Polen: a0000001714877
- Nederlandse Thesaurus van Auteursnamen: 073276839
- Réseau des bibliothèques de Suisse occidentale: 02-A003594860
- Istituto Centrale per il Catalogo Unico: CFIV139679
- SNAC: w6t46tpt
- Système universitaire de documentation: 07005469X
- Trove: 1119073
- Virtual International Authority File: 24796511
- WorldCat: E39PBJx4mp3PwHFTv77bFG78md